# Наомі Акі
Наомі Сара Акі (англ. Naomi Sarah Ackie; нар. 2 листопада 1992, Волтемстоу, Лондон) — англійська акторка, знана за ролями в телесеріалах «Кінець ї***ого світу» (2019) і «Майстер не на всі руки» (2021), а також у фільмі «Зоряні війни: Скайвокер. Сходження» (2019). 2022 року зіграла американську співачку Вітні Г'юстон у байопіку «Я хочу з кимось потанцювати».

## Ранні роки
Народилася 2 листопада 1992 року у Волтемстоу, Лондон, у родині іммігрантів з Гренади у другому поколінні. Її батько був працівником Transport for London, мама працювала в Національній службі охорони здоров'я. Вона одна з трьох дітей і має старших брата та сестру. Навчалася в місцевій школі для дівчат.
В 11 років вперше вийшла на сцену в ролі ангела Гавриїла в шкільному вертепі. 2012 року закінчила Центральну школу сценічної мови та драматичного мистецтва.

## Кар'єра
Проривною роботою стала роль у фільмі «Леді Макбет» (2016), за яку вона отримала Премію британського незалежного кіно як найперспективніший новачок 2017 року. Згодом з'явилася в режисерському дебюті Ідріса Ельби кримінальній драмі «Ярді» (2018) і космічній опері «Зоряні війни: Скайвокер. Сходження» (2019). У другому сезоні чорного комедійного серіалу Netflix «Кінець ї***ого світу» зіграла Бонні та шкільну інспекторку в «Освіті», годинній драмі, що є частиною антологічної серії фільмів Стіва Макквіна «Голос змін». У режисерському дебюті Зої Кравіц «Кліпни двічі» (2024) виконала головну роль.
У біографічному фільмі «Я хочу з кимось потанцювати» втілила американську співачку Вітні Г'юстон. Стрічка отримала змішані відгуки, але широку похвалу за гру Акі, а «Вараєті» назвав її «справжньою майстринею ліпсингу». «Голлівуд-репортер» зазначив, що Акі «вправна співачка», і її можна почути на короткий час у кількох сценах.
3 вересня 2024 року відбулась прем'єра науково-фантастичної стрічки «2073» режисера Асіфа Кападії, у якій Акі виконала одну з головних ролей.
Отримала головну роль у фільмі Пон Джунхо «Мікі 17» (2025), основаному на науково-фантастичному романі Едварда Ештона, разом з Робертом Паттінсоном, Тоні Коллетт і Марком Руффало. У 2025 році також зіграла головну роль у трагікомедії «Пробач, дівчинко» та другорядну роль у детективній комедії «Клуб убивств по четвергах»

## Фільмографія
| Рік  |    | Українська назва                   | Оригінальна назва                  | Роль                      |
| ---- | -- | ---------------------------------- | ---------------------------------- | ------------------------- |
| 2015 | кф | Я був відомим                      | I Used to Be Famous                | Амбер                     |
| 2015 | с  | Доктор Хто                         | Doctor Who                         | Джен (S9-E10)             |
| 2016 | с  | П'ятірка                           | Джемма Морган                      | Джемма Морган (2 епізоди) |
| 2016 | тф | Дамілола, наш улюблений хлопчик    | Damilola, Our Loved Boy            | працівниця                |
| 2016 | ф  | Леді Макбет                        | Lady Macbeth                       | Анна                      |
| 2018 | ф  | Ярді                               | Yardie                             | Мона                      |
| 2018 | с  | Віра                               | Vera                               | Луїза Еверітт (S8-E2)     |
| 2018 | с  | Бісексуал                          | The Bisexual                       | Рубі (5 епізодів)         |
| 2019 | с  | Очищення                           | Cleaning Up                        | Бет (2 епізоди)           |
| 2019 | с  | Кінець ї***ого світу               | The End of the F***ing World       | Бонні (2-й сезон)         |
| 2019 | ф  | Корупція                           | The Corrupted                      | Грейс                     |
| 2019 | ф  | Зоряні війни: Скайвокер. Сходження | Star Wars: The Rise of Skywalker   | Джанна                    |
| 2020 | тф | Освіта                             | Education                          | Гейзел                    |
| 2021 | с  | Майстер не на всі руки             | Master of None                     | Луїза (3-й сезон)         |
| 2021 | ф  | Фінальний акорд                    | The Score                          | Глорія                    |
| 2022 | ф  | Я хочу з кимось потанцювати        | I Wanna Dance with Somebody        | Вітні Г'юстон             |
| 2024 | ф  | Кліпни двічі                       | Blink Twice                        | Фріда                     |
| 2024 | ф  | 2073                               | 2073                               |                           |
| 2024 | мс |                                    | Lego Star Wars: Rebuild the Galaxy | Джеді Джанна              |
| 2025 | ф  | Пробач, дівчинко                   | Sorry, Baby                        | Ліді                      |
| 2025 | ф  | Мікі 17                            | Mickey 17                          | Наша Аджая                |
| 2025 | ф  | Клуб убивств по четвергах          | The Thursday Murder Club           | Донна Де Фрейтас          |
| 2026 | ф  | Глиноликий                         | Clayface                           |                           |

## Визнання
| Рік  | Нагорода                             | Категорія                                            | Робота                 | Результат |
| ---- | ------------------------------------ | ---------------------------------------------------- | ---------------------- | --------- |
| 2017 | Премія британського незалежного кіно | Найкраща акторка другого плану                       | Леді Макбет            | Номінація |
| 2017 | Премія британського незалежного кіно | Найперспективніший новачок                           | Леді Макбет            | Перемога  |
| 2017 | Evening Standard                     | Найкраща акторка другого плану                       | Леді Макбет            | Номінація |
| 2017 | Screen International                 | 2017 Актори                                          | Н/Д                    | Перемога  |
| 2020 | Премія БАФТА у телебаченні           | Найкраща акторка другого плану                       | Кінець ї***ого світу   | Перемога  |
| 2021 | Black Reel                           | Найкраща акторка другого плану в комедійному серіалі | Майстер не на всі руки | Номінація |
| 2023 | Премія БАФТА у кіно                  | Нагорода майбутня зірка                              | Н/Д                    | Номінація |
| 2023 | Трофей Шопар                         | Жіноче Одкровення року                               | Н/Д                    | Перемога  |